# 울프 호프만
울프 호프만(독일어: Wolf Hoffmann, 1959년 12월 10일 ~ )은 주로 기타리스트로 알려져 있고 1976년 이후 독일의 헤비 메탈 밴드 억셉트의 마지막 남은 오리지널 멤버이다. 1997년, 그는 록 버전의 클래식 음악을 담은 음반 《Classical》을 발매했다. 그는 스키드 로의 보컬리스트 서배스천 바크의 솔로 음반 《Bring 'Em Bach Alive!》와 랜디 로즈의 헌정 음반 《Randy Rhoads Tribute》에 2000년 일본 헌정곡 〈I Don't Know〉와 조 린 터너의 〈Diary of a Madman〉에 참여했다. 호프만은 또한 스큐 시스킨의 《Peace Breaker》에 기여했다.
호프만은 일찍이 취미로 사진을 좋아했고, 결국 자신의 두 번째 경력을 쌓았다. 그는 《Objection Overruled》의 커버 사진을 찍었다. 1997년부터 억셉트의 공백 기간 동안, 호프만은 전문 사진작가로 일했다. 그는 현재 미국 테네시주 내슈빌에 근거지를 두고 있지만 독일 베를린에도 거주지를 두고 있다.
2015년 11월 27일 런던에서 열린 억셉트 쇼에서 호프만은 블랙다이아몬드와의 인터뷰에서 이전 솔로 음반인 《Classical》과 마찬가지로 신고전주의 메탈 스타일의 또 다른 솔로 음반을 작업하고 있다고 밝혔다. 그는 또한 이 음반이 2015년에 발매될 준비가 될 것이라고 말했지만 특정 시기에 대해서는 언급하지 않았다. 이 음반은 《Headbangers Symphony》로 밝혀졌고 2016년 7월 1일에 발매되었다.

## 사생활
울프 호프만은 억셉트의 매니저였던 개비 호프만(결혼 전 성씨 하우케)과 결혼했다. 그녀는 디피라는 필명으로 억셉트의 작곡에 기여했다.

## 음반 목록

### 솔로
- Classical (1997년)
- Headbangers Symphony (2016년)

### 억셉트
- Accept (1979년)
- I'm a Rebel (1980년)
- Breaker (1981년)
- Restless and Wild (1982년)
- Balls to the Wall (1983년)
- Metal Heart (1985년)
- Russian Roulette (1986년)
- Eat the Heat (1989년)
- Objection Overruled (1993년)
- Death Row (1994년)
- Predator (1996년)
- Blood of the Nations (2010년)
- Stalingrad (2012년)
- Blind Rage (2014년)
- The Rise of Chaos (2017년)
- Too Mean to Die (2021년)